# Erika Lagerbielke
Erika Gunilla Lagerbielke, född 5 januari 1960 i Stockholm, är en svensk formgivare och glaskonstnär, tillika professor vid Linnéuniversitetet. Hon är känd för sin glasdesign som hon skapat i samarbete med Orrefors, exempelvis serviserna Intermezzo, Merlot, Difference och More. Hon är även känd som glaskonstnär och har haft ett stort antal utställningar i Sverige och internationellt, liksom offentliga utsmyckningsuppdrag.

## Personen och verk

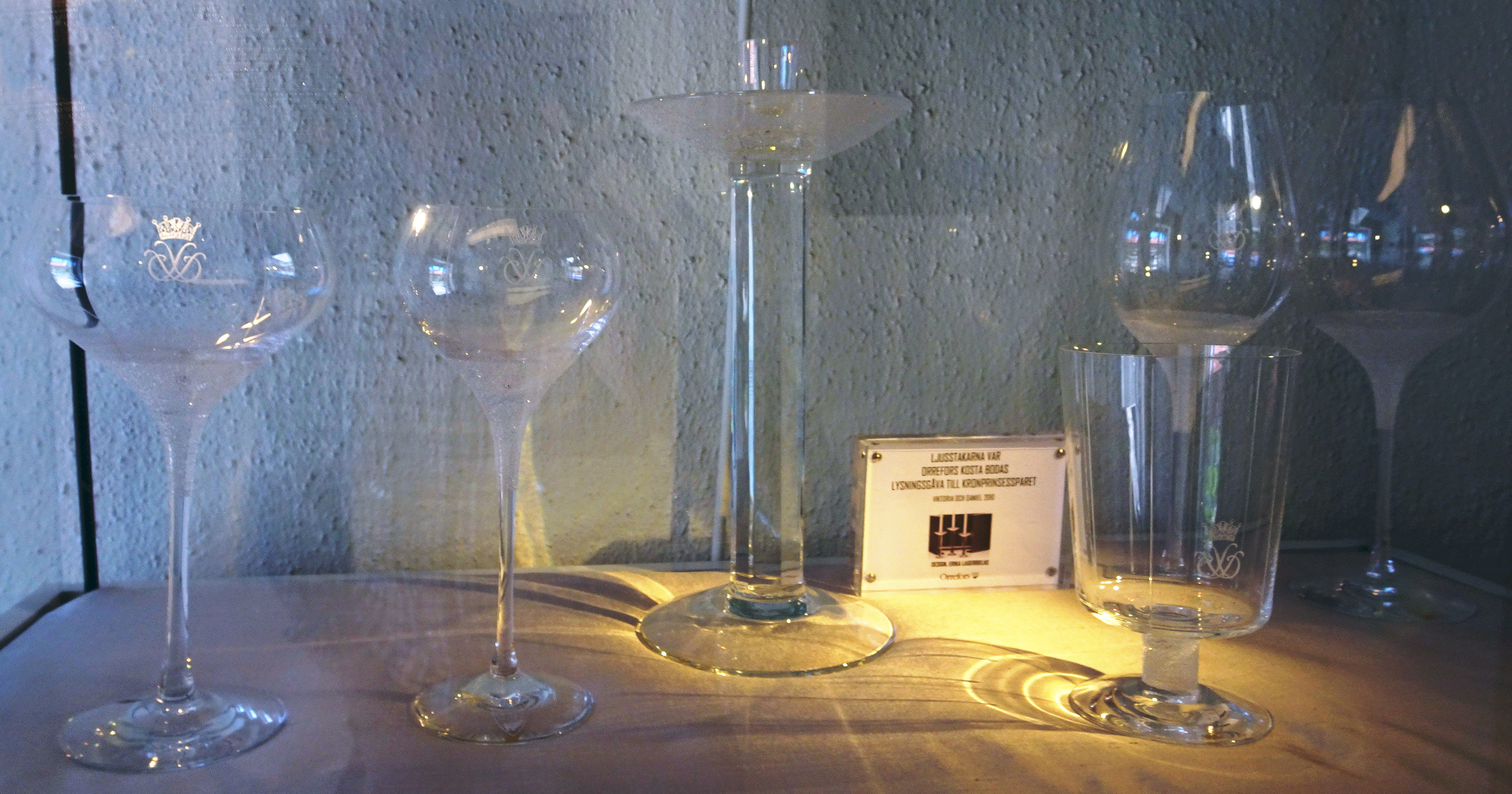
Bröllopsservisen från svenska folket till kronprinsessparet, 2010.

Erika Lagerbielke studerade industridesign vid Konstfackskolan i Stockholm, 1979-83. Hon rekryterdes till Orrefors och var verksam där som glaskonstnär  1982–2009. Därefter verksam som frilansformgivare i eget företag, Erika Lagerbielke & Co AB, med samarbete med Orrefors. Sedan 2005 är hon tillika verksam som professor vid Linnéuniversitetet.

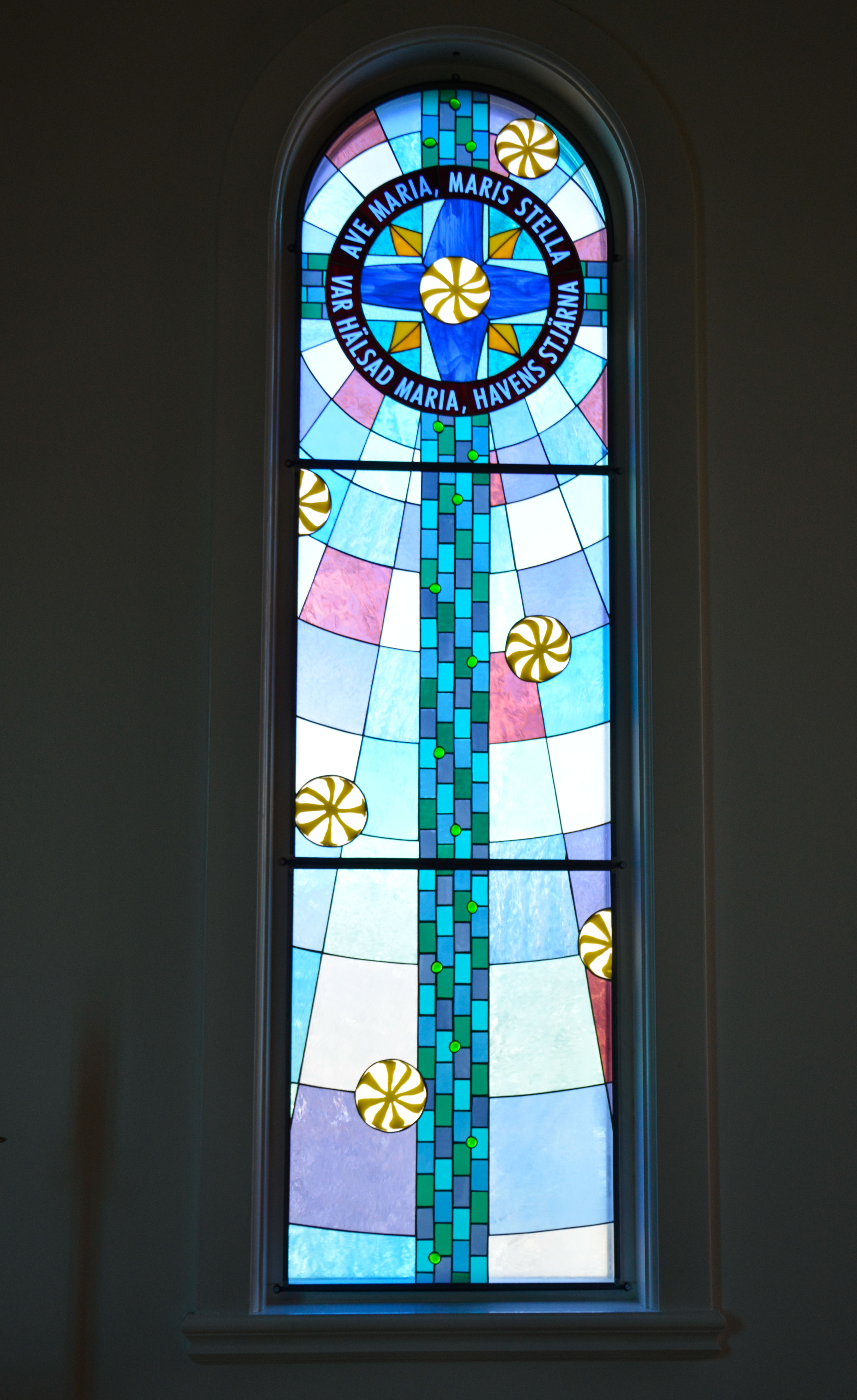
Mariafönster av Erika Lagerbielke till Emmaboda kyrka år 2000. Ett av två korfönster i tiiffanyteknik med detaljer tillverkade på Sandviks glasbruk, Hovmantorp.

Viktiga offentliga verk och uppdrag:
2000 Mariafönstren för Emmaboda kyrka, Emmaboda, Sverige.
2010 svenska folkets lysningsgåva, Bröllopsservisen till kronprinsessan Victoria och Daniel Westling. Glasservisen skapades på uppdrag av Sveriges regering och Sveriges riksdag. Servisen, som är dekorerad med frostig kristallis och Kronprinsessparets monogram, består av fem delar: champagneskål, rödvinglas, vittvinglas, dessertvinglas och vattenglas. 

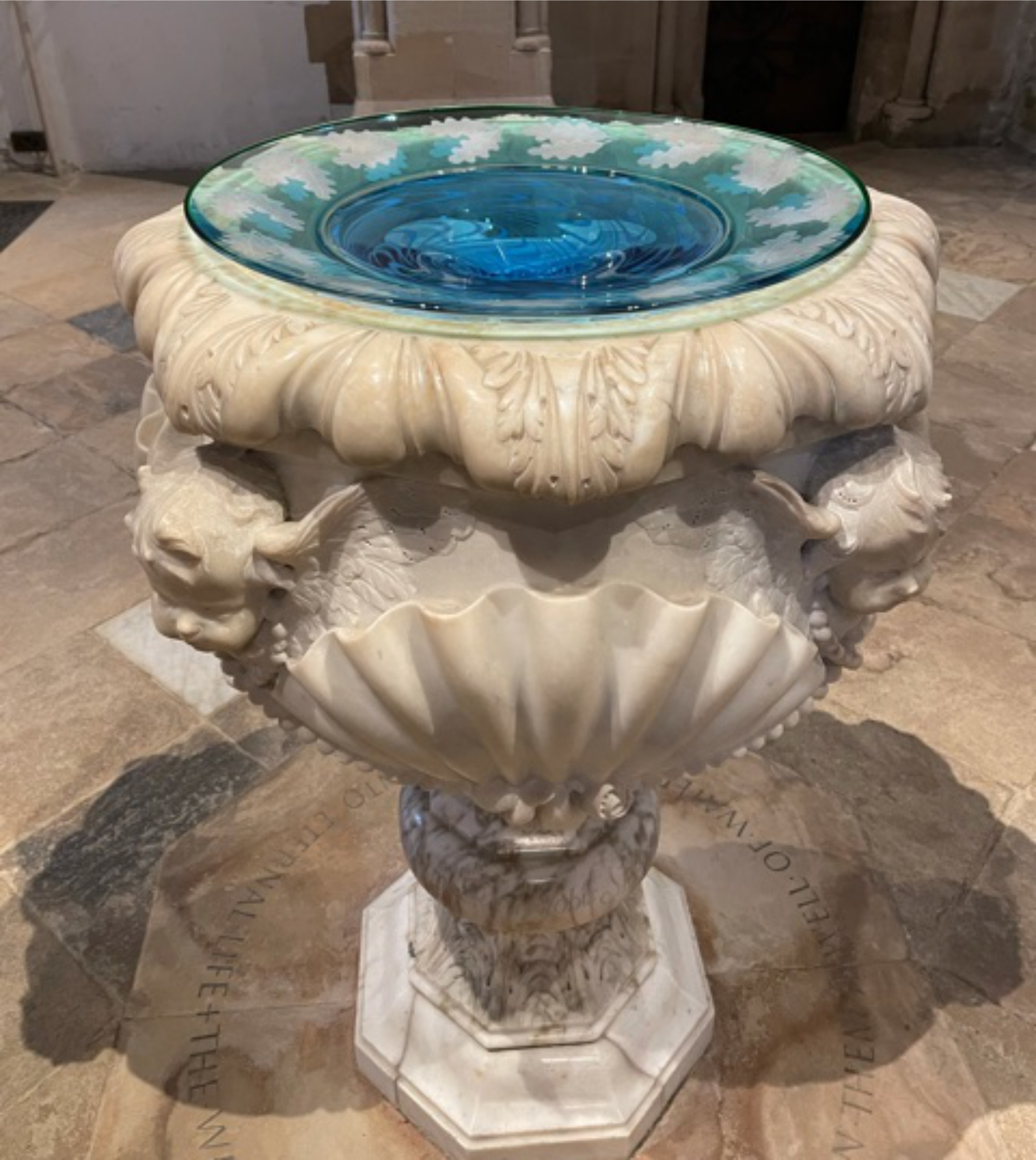
Dopskål till barockdopfunten Christ Church Cathedral, Oxford, GB 2021.

2010 Linnéuniversitetets rektorskedja  
2011 Sigfridskräklan för Växjö Stift
2021 en dopskål i glas till barockdopfunten i Christ Church Cathedral i Oxford, GB 
2022 Linnéstaven, en ceremonistav i glas och silver för Linnéuniversitetet 
2023 för Lunds domkyrkas krypta, konstglasfönstret Hopp och reliefen Källan för altaret i kryptan 
Lagerbielke finns bland annat representerad vid Nationalmuseum i Stockholm, Röhsska Museet i Göteborg, Kulturparken Småland i Växjö, Glasmuseet i Ebeltoft, Danmark, Riihimäki Glass Museum, The Finnish Glass Museum, Riihimäki, Finland. 
2018 publicerades boken Erika Lagerbielke, Form för alla sinnen, av Petter Eklund och Erika Lagerbielke, Carlsson bokförlag, Stockholm.  
Erika Lagerbielke är dotter till formgivaren Lars Johanson och textilkonstnären, rektorn vid Konstfack, Gunilla Lagerbielke. Hon är sedan 1989 gift med industridesignern Tomas Åhlman.

## Utmärkelser
- 2010 - Prins Eugen-medaljen
- 2014 - S:t Eriksmedaljen[5]